# Pont Royal
El Pont Royal es un puente que cruza el río Sena en París. Es el tercer puente más antiguo de la capital francesa, después del Pont Neuf y el Pont Marie.
Fue clasificado como monumento histórico en 1939 y en 1999, quedó incluido dentro de la delimitación del ámbito de Riberas del Sena en París, bien declarado patrimonio de la Humanidad por la Unesco.